# Florilegus riparius
Florilegus riparius là một loài Hymenoptera trong họ Apidae. Loài này được Ogloblin mô tả khoa học năm 1955.